# نوكيا 7230
نوكيا 7230 (بالإنجليزية: Nokia 7230)‏ هو هاتف محمول من نوكيا.

## الخصائص
- الوزن: 100 غرام
- الذاكرة: 24ميجابايت